# Asperdaphne ula
Asperdaphne ula é uma espécie de gastrópode do gênero Asperdaphne, pertencente a família Raphitomidae.